# Artemisiella
Artemisiella là một chi thực vật có hoa trong họ Cúc (Asteraceae).

## Loài
Chi Artemisiella gồm các loài: